# Adam Mójta
Adam Mójta (ur. 30 czerwca 1986 w Jeleniej Górze) – polski piłkarz występujący na pozycji obrońcy.

## Statystyki kariery
(aktualne na dzień 2 czerwca 2017
| Klub                       | Sezon              | Liga               | Liga  | Liga   | Puchar kraju | Puchar kraju | Puchar ligi | Puchar ligi | Suma  | Suma   |
| Klub                       | Sezon              | Liga               | Mecze | Bramki | Mecze        | Bramki       | Mecze       | Bramki      | Mecze | Bramki |
| -------------------------- | ------------------ | ------------------ | ----- | ------ | ------------ | ------------ | ----------- | ----------- | ----- | ------ |
| Miedź Legnica              | 2006/07            | II liga            | 14    | 0      | 0            | 0            | –           | –           | 14    | 0      |
| Korona Kielce              | 2006/07            | I liga             | 0     | 0      | 0            | 0            | 1           | 0           | 1     | 0      |
| Korona Kielce              | 2007/08            | I liga             | 0     | 0      | 0            | 0            | 2           | 0           | 2     | 0      |
| Korona Kielce              | 2008/09            | I liga             | 1     | 0      | 1            | 0            | –           | –           | 2     | 0      |
| Korona II Kielce           | 2008/09            | III liga           | 14    | 0      | 0            | 0            | –           | –           | 14    | 0      |
| Pelikan Łowicz (wyp.)      | 2008/09            | II liga            | 15    | 3      | 0            | 0            | –           | –           | 15    | 3      |
| Odra Wodzisław Śląski      | 2009/10            | Ekstraklasa        | 9     | 0      | 2            | 0            | –           | –           | 11    | 0      |
| Viktoria Žižkov            | 2010/11            | II liga            | 23    | 0      | 1            | 0            | –           | –           | 24    | 0      |
| Zagłębie Sosnowiec         | 2011/12            | II liga            | 10    | 0      | 0            | 0            | –           | –           | 10    | 0      |
| Warta Poznań               | 2011/12            | I liga             | 5     | 0      | 0            | 0            | –           | –           | 5     | 0      |
| Warta Poznań               | 2012/13            | I liga             | 5     | 0      | 1            | 0            | –           | –           | 6     | 0      |
| Sandecja Nowy Sącz         | 2012/13            | I liga             | 13    | 0      | 0            | 0            | –           | –           | 13    | 0      |
| Sandecja Nowy Sącz         | 2013/14            | I liga             | 28    | 7      | 4            | 2            | –           | –           | 32    | 9      |
| GKS Bełchatów              | 2014/15            | I liga             | 5     | 0      | 1            | 0            | –           | –           | 6     | 0      |
| Podbeskidzie Bielsko-Biała | 2015/16            | Ekstraklasa        | 31    | 8      | 1            | 0            | –           | –           | 32    | 8      |
| Wisła Kraków               | 2016/17            | Ekstraklasa        | 10    | 2      | 3            | 1            | –           | –           | 13    | 3      |
| Piast Gliwice              | 2016/17            | Ekstraklasa        | 9     | 0      | –            | –            | –           | –           | 9     | 0      |
| Ogólnie w karierze         | Ogólnie w karierze | Ogólnie w karierze | 192   | 20     | 14           | 3            | 3           | 0           | 209   | 23     |